# Hirotaka Tameda
Hirotaka Tameda (jap. 為田 大貴 Tameda Hirotaka; ur. 24 sierpnia 1993) – japoński piłkarz występujący na pozycji pomocnika. Obecnie występuje w Avispa Fukuoka.

## Kariera klubowa
Od 2010 roku występował w klubach Oita Trinita i Avispa Fukuoka.